# I Am Cait
I Am Cait é uma série de tv/documentário americana, que segue a vida de Caitlyn Jenner, uma mulher trans, depois da sua cirurgia de redesignação sexual. A produção estreou na E! Entertainment Television a 26 de Julho de 2015 nos Estados Unidos e a 02 de Agosto de 2015 em Portugal.
Esta série/documentário foca-se no "novo normal" de Caitlyn, explora também a forma de como a sua transição afetou a sua relação com a família e com os seus amigos. O show também mostra os esforços de Caitlyn para ser um modelo para a população transgénero e ajudá-los a perceber que também tem lugar na sociedade.
As críticas inicias da série têm sido bastante positivas. Os críticos elogiaram particularmente a abordagem da série, para as questões sociais da população transgénero e a sua influência para que os americanos vejam e entendam as pessoas transgênero em geral. Também foi notada a diferença desta série, para o Keeping Up with the Kardashians onde Caitlyn já participou com a sua família.

## Produção
O canal E! Entertainment Television anunciou o reality em 24 de Abril de 2015, imediatamente depois de Caitlyn Jenner (antes Bruce) assumir se como mulher trans ao mundo através do programa 20/20 transmitido pela ABC Studios. "O Bruce foi incrivelmente corajoso e inspirador, e nós estamos orgulhosos de termos no nosso canal uma história tão pessoal e importante" disse Jeff Olde, Chefe da Programação da E! Entertainment Television. "Esta série irá apresentar uma visão não filtrada, de como o Bruce foi corajoso em fazer esta mudança, sendo fiel para si mesmo, pela primeira vez" acrescentou Olde. A série selecionou consultores de renome, incluindo Jennifer Boylan, a Doutora Marie Keller e Susan P. Landon, que irá trabalhar na série para a manter perspicaz e a série contou também como o apoio da organização GLAAD, que se foca na defesa da população LGBT. O primeiro trailer da série, intitulado I Am Cait, estreou dia 03 de Junho de 2015, logo depois de Bruce apresentar-se ao mundo como Caitlyn Jenner na revista Vanity Fair.
A ideia de fazerem uma série sobre a transição de Caitlyn, surgiu um ano antes de ser transmitido ao público. Jeff Jenkins, produtor do Keeping Up with the Kardashians, recebeu um telefonema a dizer que teria uma reunião com Caitlyn, confirmando os rumores da sua transição. A série foi confirmada uns meses depois, quando Caitlyn confirmou que estava deixando  Keeping Up With the Kardashians,para ter seu próprio reality. "Ela teria sido perseguida para a história, e é por isso, no meu entendimento, ela decidiu, [...] de forma (que ela pudesse) contar a sua história da forma correta", Jenkins a dizer as razões pelas quais aceitou a série de Caitlyn Jenner. " Porque é que eu resolvi fazer uma série? Eu estou a contar a minha história... Trata- se de chegar a ser que você realmente é" disse Caitlyn. Num dos vídeos promocionais da sua série, explica os motivos pela quais decidiu abrir-se para a televisão.
Dias mais tarde, após a entrevista com Diane Sawyer no programa 20/20, a E! exibiu um dos dois episódios no Keeping up with the Kardashians intitulados "About Bruce", que conta o outro lado da história contada pelos familiares de Caitlyn, que não estiveram na entrevista no progama 20/20. Dee Lockett, a escrever para o abutre, especulou que as entrevistas de Caitlyn foram todas estrategicamente configuradas, sobre a transição de Caitlyn, para a que a série de Caitlyn fosse o próximo grande sucesso da E! Entertainment Television. Caitlyn Jenner aparecia no reality show da família Keeping Up with the Kardashians desde o início da série, mas foi sempre considerada um personagem de segundo plano. Lockett também observou que o especial "About Bruce", foi um teste para a E! e para Caitlyn, para ver como os fãs reagiriam que uma das personagens menos valorizada, tivesse uma série só dela. 
A série estreou no canal E! Entertainment, o mesmo canal onde dá o reality show da antiga família de Caitlyn, um reality show que Jenner já esteve junto com a sua família, desde 2007. I Am Cait foi produzida pela Bunim/Muray Productions, a mesma que criou Keeping Up With the Kardashians, com Gil Goldschein, Jeff Jenkins, Farnaz Farjam, Andrea Metz e Melissa Bidwell, e Caitlyn, que também é produtora executiva. A exibição privada da estreia  foi realizada por Caitlyn, uma semana antes da estreia ao público, enquanto que o primeiro episódio de I Am Cait foi mostrado aos críticos de Manhattan, dois dias depois. A série/documentário foi lançada, também com mais outras duas de outros canais. Uma do canal TLC "I Am Jazz" e do canal ABC Family "Becoming Us".

## Episódios
| Número de Episódios | Título                       | Estreia Original     | Audiência nos EUA (Milhões) |
| ------------------- | ---------------------------- | -------------------- | --------------------------- |
| 1                   | "Conhecendo Cait"            | 26 de Julho de 2015  | 2.73                        |
| 2                   | "A Viagem de Carro: Parte 1" | 02 de Agosto de 2015 | 1.29                        |
| 3                   | "A Viagem de Carro: Parte 2" | 09 de Agosto de 2015 | TBA                         |